# Yajaw Te’ K’inich II
Yajaw Te’ K’inich II – władca Caracol. Wstąpił na tron w 553 roku. Jego synami byli Knot Ajaw, który rządził od 599 roku i Tutum Yohl K’inich Tz’uutz’ II.